# Tibor Solnica
Tibor Solnica (* 20. dubna 1933) je bývalý slovenský silniční motocyklový závodník z Nitry.

## Závodní kariéra
V mistrovství Československa silničních motocyklů startoval v letech 1971-1972. Závodil ve třídě do 50 cm³ na motocyklech Tatran a Paro. V mistrovství Československa skončil nejlépe na celkovém 20. místě v letech 1971 a 1972 ve třídě do 50 cm³. Jeho nejlepším výsledkem v jednotlivém závodě mistrovství Československa je 12. místo v Litomyšli v roce 1971 ve třídě do 50 cm³. Pro rok 1975 se do mistrovství republiky ve třídě do 50 cm³ kvalifikoval, ale nestartoval.

## Úspěchy
- Mistrovství Československa silničních motocyklů – celková klasifikace
  - 1971 do 50 cm³ – 20. místo – Tatran
  - 1972 do 50 cm³ – 20. místo – Paro